# Athene
Athene је род птица из фамилије правих сова који обухвата две до четири врсте, зависно од класификације. Ове птице су мале, са браон и белим туфнама на свом перју, жутим очима и белим обрвама. Птице из овог рода насељавају све континенте сем Аустралије, Антарктика и субсахарске Африке.

## Класификација
- (пегава кукумавка)
- (кукумавка)
- (шумска кукумавка) - понекад смештена у род
- (подземна кукумавка) - понекад смештена у род

## Изумрле врсте
Један број острвских врста овог рода познат је само на основу својих фосилних остатака:
- Athene megalopeza (фосил; касни плеистоцен, САД) - понекад смештена у род
- Athene veta (фосил; рани плеистоцен, Пољска)
- Athene angelis (фосил; средњи - касни плеистоцен, Корзика)
- Athene trinacriae (Плеистоцен)
- Athene cf. cunicularia (фосил; плеистоцен, Барбуда) - понекад смештена у род
- Athene cf. cunicularia (фосил; плеистоцен, Кајманска острва) - понекад смештена у род
- Athene cf. cunicularia (фосил; плеистоцен, Јамајка) - понекад смештена у род
- Athene cf. cunicularia (фосил; плеистоцен, острво Мона) - понекад смештена у род
- Athene cf. cunicularia (фосил; плеистоцен, Порторико) - понекад смештена у род
- Athene cretensis - критска сова (праисторијска врста; Крит, Медитеран)

Критска сова је била нелетачица или скоро нелетачица висине готово 50 центиметара. Постала је готово истребљена када су људи населили острво Крит.
- Athene cunicularia amaura - (фосил, c.1905)
- Athene cunicularia guadeloupensis - (фосил, c.1890)
- Athene vallgornerensis[1] (фосил; плеистоцен, Мајорка)

## Порекло назива
Иако се обично назив сова повезује са грчком богињом Атином, истина је да само кукумавка (лат. Athene noctua) има везе са овом богињом, чије име потиче од имена грчке богиње.